# Тимофеева, Любовь Борисовна
Любо́вь Бори́совна Тимофе́ева (род. 7 марта 1951, Бугуруслан, Чкаловская область, СССР) — советская и российская пианистка, музыкальный педагог, народная артистка Российской Федерации (1995), академик Международной академии творчества.

## Биография
Училась фортепиано в Центральной музыкальной школе в классе А. Д. Артоболевской. Первое крупное выступление юной пианистки состоялось, когда ей было 8 лет. В 14 лет поступила в Московскую консерваторию, где её учителями стали Я. И Зак и Г. Г. Нейгауз. Окончила консерваторию в 1973 году, затем продолжила обучение у Я. И. Зака в ассистентуре-стажировке, которую окончила через два года.
В 1968 году стала лауреатом третьей премию на Монреальском международном конкурсе исполнителей. В 1969 году, в 18 лет, первенствовала на конкурсе имени Маргерит Лонг и Жака Тибо.
За исполнительскую карьеру побывала с гастролями более чем в сорока странах мира, включая США, Францию, Аргентину, Германию. Выступала с ведущими коллективами, включая Лейпцигский оркестр Гевандхауза, Саксонскую Государственная капелла, Симфонический оркестр NHK, Филармонический оркестр Радио Франции, Чешский филармонический оркестр. Вместе с ней выступали такие именитые дирижёры, как Курт Зандерлинг, Герберт Блумстедт, Кирилл Кондрашин, Евгений Светланов, Марис Янсонс.
По отзывам учителей и критиков, обладает безукоризненным пианизмом, уверенностью и обаянием в трактовке произведений и искренностью исполнения.
Работала солисткой Российской государственной концертной компании «Содружество», Московской государственной академической филармонии. Преподавательскую деятельность ведёт в качестве профессора Университета Феррис в Японии.
Любимыми композиторами считает Р. Шумана, И. С. Баха, Л. Бетховена, С. С. Прокофьева.
Выпустила более 40 дисков с записями, в том числе все фортепианные сонаты Й. Гайдна и В. А. Моцарта, все этюды Ф. Шопена. В 2012 году выпустила автобиографию «Симфония моей жизни».
Внучка Мария — теннисистка.

## Награды и премии
- 1995 — Народный артист Российской Федерации[3].
- 1988 — Заслуженный артист РСФСР.
- 1972 — Премия Московского комсомола[5].
- 1969 — I премия Конкурса имени Маргерит Лонг и Жака Тибо[5].
- 1968 — III премия Монреальского международного конкурса исполнителей[5].
- 1966 — I премия «Концертино Прага»[5].